# Narathura zilensis
Narathura zilensis är en fjärilsart som beskrevs av Hans Fruhstorfer 1914. Narathura zilensis ingår i släktet Narathura och familjen juvelvingar. Inga underarter finns listade i Catalogue of Life.